# Tabira
Tabira là một đô thị thuộc bang Pernambuco, Brasil. Đô thị này có diện tích 393,34 km², dân số năm 2007 là 25999 người, mật độ 66,1 người/km².